# Powiat de Puck
Le powiat de Puck (en polonais : powiat pucki) est un powiat appartenant à la voïvodie de Poméranie dans le nord de la Pologne.

## Division administrative
Le powiat comprend 7 communes :

Carte du powiat

- 4 communes urbaines : Hel, Jastarnia, Puck et Władysławowo ;
- 3 communes rurales : Kosakowo, Krokowa et Puck.

Dans la commune rurale de Puck, le cachoube est reconnu comme langue minoritaire.